# Halfdan T. Mahler
Halfdan Theodor Mahler (21 de abril de 1923 - 14 de diciembre de 2016) fue un médico danés. Sirvió durante tres períodos como director general de la Organización Mundial de la Salud (OMS) de 1973 a 1988, y es ampliamente conocido por su esfuerzo para combatir la tuberculosis y su papel en la configuración de la Declaración de Almá Atá que definió la estrategia de Salud para Todos para el año 2000.

## Biografía
Mahler nació en Vivild, Dinamarca, en 1923, el último de siete hijos. Evitando una carrera como predicador, Mahler estudió medicina en la Universidad de Copenhague (1948). Sobre la base de su trabajo de posgrado en salud pública, sus primeras actividades internacionales fueron en tuberculosis y trabajo comunitario en países subdesarrollados. Dirigió una campaña antituberculosa de la Cruz Roja en Ecuador entre 1950 y 1951.
En 1951, Mahler se unió a la Organización Mundial de la Salud (OMS) y pasó casi diez años en la India como Oficial Superior de la OMS adscrito al Programa Nacional de Tuberculosis. Desde 1962, fue Jefe de la Unidad de Tuberculosis en la sede de la OMS en Ginebra hasta 1969, cuando fue nombrado Director de Análisis de Sistemas de Proyectos. Desde finales de la década de 1960, bajo la dirección de Mahler, se incrementaron los proyectos de la OMS relacionados con el desarrollo de "servicios básicos de salud"; Estos proyectos fueron los predecesores institucionales de los programas de atención primaria de salud que luego aparecerían. En 1970, fue nombrado Subdirector General de la OMS mientras conservaba la dirección de Análisis de Sistemas de Proyectos.
Mahler fue elegido tercer director general de la OMS en 1973. En el mismo año, el Consejo Ejecutivo de la OMS emitió el informe "Estudio organizacional sobre métodos para promover el desarrollo de servicios básicos de salud". Mahler estableció una estrecha relación con Henry Labouisse. El acuerdo produjo en 1975 un informe conjunto OMS-UNICEF, enfoques alternativos para satisfacer las necesidades básicas de salud en los países en desarrollo, que examinó la atención primaria de salud exitosa en varios países. Este informe también criticó la idea de métodos de enfoque vertical para enfocarse en enfermedades específicas, así como agregar enfoques occidentales a los países en desarrollo. El resultado de este informe llevó a la OMS a reconstruir sus enfoques de la Atención primaria de salud, lo que llevó a un debate mundial.
Mahler pronunció un discurso en la asamblea de Salud Mundial de 1976 describiendo el debilitamiento de las estructuras sociales y el lanzamiento de su objetivo de Salud para todos para el 2000. Fue reelegido por dos períodos sucesivos de cinco años en 1978 y 1983. Bajo Mahler, en 1979, la trigésima segunda Asamblea Mundial de la Salud lanzó la Estrategia mundial para la salud para todos en el año 2000. La "Salud para todos en el año 2000" de Mahler fue criticada por ser demasiado amplia e idealista, y con el clima político cambiante de la década de 1980, la atención médica comenzó a avanzar hacia enfoques más selectivos y rentables. Se dejó que Mahler defendiera un enfoque más holístico e inclusivo de la atención de salud por su cuenta y con su partida como director general, la OMS perdió su perfil político. Durante la epidemia de SIDA de la década de 1980, reconoció que la OMS tardó en responder a la propagación de la enfermedad.
Después de dejar la OMS, Mahler se convirtió en director de la Federación Internacional de Planificación de la Familia. Dejó el cargo en 1995. Mahler murió en Ginebra el 14 de diciembre de 2016 a la edad de 93 años.